# Чемпионат Боливии по футболу
Чемпионат Боливии по футболу (исп. Primera División de Bolivia; División Profesional) — соревнование ведущих клубов Боливии по футболу, в котором выявляется чемпион страны и участники международных клубных соревнований.

## История
С 1914 до 1953 года футбольная лига существовала лишь в Ла-Пасе (чемпионаты не проводились в 1918—1921, 1926, 1933, 1934 годах.). С 1950 года Лига Ла-Паса стала полупрофессиональной.
В 1954—1957 проводился так называемый «Интеграционный турнир» (Torneo Integrado) с участием клубов из Ла-Паса, Кочабамбы и Оруро.
В 1958—1959 годах впервые прошёл общеболивийский «Национальный турнир». В 1960—1976 годах роль чемпионата выполнял Кубок Симона Боливара. С 1977 по 2017 год организатором полноценных профессиональных чемпионатов страны была Боливийская профессиональная футбольная лига (Liga de Fútbol Profesional Boliviano). Подсчитывая чемпионские титулы в Боливии принято начинать с 1958 года.
С 2003 по 2020 год в стране использовалась система Апертура и Клаусура, когда выявлялось по два полноценных чемпиона за год. В 2011 году было принято перевести сезон на систему, схожую с европейской, а также теми, которые применялись в чемпионатах Аргентины и Уругвая, когда Апертура проводится во второй половине календарного года, а заканчивается сезон в первой половине следующего года. Для это был проведён специальный «чемпионат Соответствия» (Adecuación), победителем которого в июне 2011 года стал «Боливар». В 2017 году в чемпионате Боливии вернулись к системе сезонности, укладывающейся в календарный год — для этого после Апертуры 2016 был проведён чемпионат Апертуры 2017 вместо Клаусуры.
В 2018 году Боливийская профессиональная футбольная лига была распущена, и организацию чемпионата Боливии взяла на себя Боливийская футбольная федерация.
В 2020 году из-за пандемии COVID-19 состоялся только чемпионат Апертуры, Клаусура была отменена — таким образом невольно был сделан первый шаг к отмене системы Апертуры и Клаусуры. В 2021 году число участников Примеры увеличилось с 14 до 16 — за счёт включения двух новых команд (финалистов Кубка Симона Боливара) при отсутствии вылета по итогам предыдущего сезона. Система Апертуры и Клаусуры была отменена, вместо этого клубы стали играть по классической системе чемпионата в два круга.

## Состав Лиги в сезоне 2022
1. Атлетико Пальмафлор (Винто, провинция Кильякольо)
2. Аурора (Кочабамба)
3. Блуминг (Санта-Крус-де-ла-Сьерра)
4. Боливар (Ла-Пас)
5. Гуабира́ (Монтеро)
6. Индепендьенте Петролеро (Сукре)
7. Насьональ (Потоси)
8. Олвейс Реди (Санта-Крус-де-ла-Сьерра)
9. Ориенте Петролеро (Санта-Крус-де-ла-Сьерра)
10. Реал Санта-Крус (Санта-Крус-де-ла-Сьерра)
11. Реал Томаяпо (Тариха)
12. Рояль Пари (Санта-Крус-де-ла-Сьерра)
13. Стронгест (Ла-Пас)
14. Университарио (Винто)
15. Университарио (Сукре)
16. Хорхе Вильстерманн (Кочабамба)

## Список чемпионов

### Торнео Насьональ (Национальный турнир)
- 1958 Хорхе Вильстерманн
- 1959 Хорхе Вильстерманн

### Кубок Симона Боливара (до 1976)
| - 1960 Хорхе Вильстерманн - 1961 Депортиво Мунисипаль - 1962 Не проводился - 1963 Аурора - 1964 Стронгест - 1965 Депортиво Мунисипаль - 1966 Боливар - 1967 Хорхе Вильстерманн - 1968 Боливар | - 1969 Университарио Ла-Пас - 1970 Чако Петролеро - 1971 Ориенте Петролеро - 1972 Хорхе Вильстерманн - 1973 Хорхе Вильстерманн - 1974 Стронгест - 1975 Гуабира - 1976 Боливар |

### Боливийская профессиональная футбольная лига (LFPB)
- 1977 Стронгест
- 1978 Боливар
- 1979 Ориенте Петролеро
- 1980 Хорхе Вильстерманн
- 1981 Хорхе Вильстерманн
- 1982 Боливар
- 1983 Боливар
- 1984 Блуминг
- 1985 Боливар
- 1986 Стронгест
- 1987 Боливар
- 1988 Боливар
- 1989 Стронгест
- 1990 Ориенте Петролеро
- 1991 Боливар
- 1992 Боливар
- 1993 Стронгест
- 1994 Боливар
- 1995 Сан-Хосе Оруро
- 1996 Боливар
- 1997 Боливар
- 1998 Блуминг
- 1999 Блуминг
- 2000 Хорхе Вильстерманн
- 2001 Ориенте Петролеро
- 2002 Боливар
- 2003 Ап. Стронгест
- 2003 Кл. Стронгест
- 2004 Ап. Боливар
- 2004 Кл. Стронгест
- 2005 Ад. Боливар
- 2005 Ап. Блуминг
- 2006 Кл. Боливар
- 2006 2Т Хорхе Вильстерманн
- 2007 Ап. Реал Потоси
- 2007 Кл. Сан-Хосе Оруро
- 2008 Ап. Университарио Сукре
- 2008 Кл. Аурора
- 2009 Ап. Боливар
- 2009 Кл. Блуминг
- 2010 Ап. Хорхе Вильстерманн
- 2010 Кл. Ориенте Петролеро
- 2011 Ад. Боливар
- 2011 Ап. Стронгест
- 2012 Кл. Стронгест
- 2012 Ап. Стронгест
- 2013 Кл. Боливар
- 2013 Ап. Стронгест
- 2014 Кл. Университарио Сукре
- 2014 Ап. Боливар
- 2015 Кл. Боливар
- 2015 Ап. Спорт Бойз
- 2016 Кл. Хорхе Вильстерманн
- 2016 Ап. Стронгест
- 2017 Ап. Боливар
- 2017 Кл. Боливар

### Профессиональный дивизион (FBF)
- 2018 Ап. Хорхе Вильстерманн
- 2018 Кл. Сан-Хосе
- 2019 Ап. Боливар
- 2019 Кл. Хорхе Вильстерманн
- 2020 Ап. Олвейс Реди
- 2020 Кл. Отменён
- 2021 Индепендьенте Петролеро

- Ап. — Турнир Апертура (Открытие)
- Кл. — Турнир Клаусура (Закрытие)
- Ад. — Torneo Adecuación («Установочный турнир», либо «Турнир Соответствия»)
- 2Т — Segundo Torneo («Второй турнир»)

## Итого титулов
- Боливар (Ла-Пас) — 26
- Стронгест (Ла-Пас) — 14
- Хорхе Вильстерманн (Кочабамба) — 14
- Ориенте Петролеро (Санта-Крус-де-ла-Сьерра) — 5
- Блуминг (Санта-Крус-де-ла-Сьерра) — 5
- Сан-Хосе (Оруро) — 3
- Аурора (Кочабамба) — 2
- Депортиво Мунисипаль (Ла-Пас) — 2
- Университарио (Сукре) — 2
- Реал Потоси — 1
- Чако Петролеро (Ла-Пас) — 1
- Гуабира (Монтеро) — 1
- Университарио (Ла-Пас) — 1
- Спорт Бойз (Варнес) — 1
- Олвейс Реди (Эль-Альто) — 1
- Индепендьенте Петролеро (Сукре) — 1

По городам
- Ла-Пас — 44
- Кочабамба — 16
- Санта-Крус-де-ла-Сьерра — 10
- Оруро — 3
- Сукре — 3
- Потоси — 1
- Монтеро — 1
- Варнес — 1
- Эль-Альто — 1

### Лучшие бомбардиры Примеры
| Место | Игрок                 | Годы      | Голы |
| ----- | --------------------- | --------- | ---- |
| 1     | Виктор Уго Антело     | 1983—2001 | 350  |
| 2     | Хуан Карлос Санчес    | 1979—1992 | 261  |
| 3     | Луис Фернандо Салинас | 1980—1993 | 201  |
| 4     | Хесус Рейнальдо       | 1977—1993 | 196  |
| 5     | Рауль Бальдессари     | 1977—1989 | 182  |